# Valachi-meghallgatások
A Valachi-meghallgatások, más néven McClellan-meghallgatások a szervezett bűnözés tevékenységét feltáró vizsgálat volt az Egyesült Államokban. A meghallgatásokat John L. McClellan arkansasi szenátor kezdeményezte 1963-ban, és az amerikai maffia elleni legfőbb koronatanúról, Joseph Valachi egykori katonáról és beavatott tagról nevezték el, amely Valachi televíziós vallomása révén tárta a világ elé az amerikai szervezett bűnözést és annak felépítését. A tárgyaláson Valachi volt az olasz-amerikai maffia első tagja, aki nyilvánosan elismerte a maffia létezését, és neki tulajdonítják a cosa nostra kifejezés népszerűsítését. A tárgyalás az amerikai maffia hierarchiáját is leleplezte, beleértve az Öt családot és a Bizottságot is.

## Áttekintés
1963 októberében Joseph Valachi tanúvallomást tett John L. McClellan szenátor szervezett bűnözéssel foglalkozó kongresszusi bizottsága előtt és első kézből adott beszámolót az amerikai nyilvánosságnak az Egyesült Államokban folytatott szervezett bűnözésről.
Valachi beleegyezett, hogy tanúskodik a maffia ellen és feltárja annak sötét múltját, miután főnökével, Don Vito Genovesével együtt börtönbe került heroinnal kapcsolatos vádakkal. A korábbi szervezetével szembeni haragtól fűtve, és életét féltve, miután Genovese halálra jelölte őt, Valachi hajlandó volt tanúskodni, mert tudta, hogy a másik valószínű opció számára csak a halál.
A New York-i székhelyű Genovese bűnözőklán alacsony rangú tagja, Valachi volt az első kormányzati tanú, aki magából az amerikai maffiából jelentkezett tanúskodni. Valachi előtt a szövetségi hatóságoknak nem volt konkrét bizonyítékuk arra, hogy az amerikai maffia egyáltalán létezne. Bár döntő bizonyítékokkal rendelkezett a maffia létezését illetően, a vallomásában említettek nem vezettek közvetlenül a maffia magas rangú vezetőinek felelősségre vonásához, de sok hasznos részletet tudott közölni a maffia történetéről, szerkezetéről, működéséről és rituáléiról, valamint megnevezte a főbb bűnszervezeti családok számos aktív és egykori tagját.
Valachi élénk és aprólékos részletességgel tanúskodott a szervezett bűnözés mindennapjairól és a La Cosa Nostra katonájaként folytatott életéről, köztük a beavatási szertartásokat is. Ezek a televíziós meghallgatások az átlag amerikaiak számára is nyilvánvalóvá tették azt az erőszakot és megfélemlítést, amelyet a maffia rendszeresen alkalmaz a bűnszervezetek támogatása és védelme érdekében.

## Nyilatkozatok
Az amerikai maffiáról ma a nyilvánosság számára hozzáférhető ismeretek nagy része Joseph Valachi televíziós vallomásában látott napvilágot.

A Cosa Nostra szervezeti felépítése Valachi vallomása szerint.

Valachi nyilvánosságra hozta, hogy a maffiát a szervezet tagjai között Cosa Nostrának ("a mi dolgunk" vagy "ez a mi dolgunk") hívták, és hogy a "maffia" kifejezés kívülálló kifejezés volt. Abban az időben a Cosa Nostra egy, az FBI által ápolt és a média által terjesztett tulajdonnévként volt értelmezve. Az elnevezés széles körű népszerűségre tett szert, és szinte felváltotta a maffia kifejezést. A Cosa Nostra kifejezés elé gyakran tették a "La" (La Cosa Nostra) előtagot, a médiában és még az FBI-nál is, de ez nincs összhangban az olasz nyelvvel, valamint Valachi vallomásával.
Valachi feltárta a maffia szervezeti felépítését is, elmondta, hogy a "katonák" "rezsimekbe" szerveződnek, és egy "caporegime" ("hadnagy") vezeti őket. A rezsimek viszont "családokba" szerveződnek, és "capók" (főnökök) vezetik őket, akik egy-egy területet képviselnek, és akik a Cosa Nostra Bizottságát alkotják, a szindikátus ügyeinek végső döntőbíráit, és akik egyfajta Cosa Nostra végrehajtó bizottságként működnek.
Miközben felfedte e szindikátusok létezését is, és azt, hogy "családoknak" nevezték őket, nyilvánosságra hozta továbbá New York öt családjának nevét is. Valachi szerint az Öt Család eredeti főnökei Charles Luciano, Tommaso Gagliano, Joseph Profaci, Salvatore Maranzano és Vincent Mangano voltak. Az 1963-as vallomása idején Valachi elárulta, hogy az Öt Család akkori főnökei Tommy Lucchese, Vito Genovese, Joseph Colombo, Carlo Gambino és Joe Bonanno voltak. Azóta is ezek a leggyakrabban használt elnevezések a New York-i Öt Családra utalva, annak ellenére, hogy az egyes családoknál évekig tartott a felfordulás és a főnökök váltakozása is gyakori volt.

## Utóhatása
Kennedy elnök meggyilkolása egy hónappal a meghallgatások után sok lendületet elvett az RFK maffia elleni harcából. Később azonban, részben Valachi vallomásainak köszönhetően, az Egyesült Államok Kongresszusa végül két új törvényt fogadott el a szövetségi zsarolási és szerencsejáték-szabályok megerősítése érdekében, hogy segítse a Szövetségi Nyomozóirodát a maffia befolyása elleni küzdelemben. Az 1968-as Omnibus Crime Control and Safe Streets Act (Törvény a bűnözés elleni küzdelemről és a biztonságos utcákról) rendelkezett a bíróság által elrendelt elektronikus megfigyelés alkalmazásáról bizonyos meghatározott jogsértések kivizsgálása során.
Az 1970-es RICO (Racketeer Influenced and Corrupt Organizations) rendelet lehetővé tette, hogy a szervezett csoportok ellen büntetőeljárás indulhasson a különböző bűncselekményeikért, anélkül, hogy a bűncselekményeket egy elkövető vagy egy átfogó összeesküvés kötné össze.  Ezek a rendelkezések, valamint az ügynököknek az 1970-es évek végére a titkos munkára való fokozottabb bevonása, segítettek az FBI-nak olyan ügyek kidolgozásában, amelyek az 1980-as években szinte az összes jelentős klasszikus bűnszervezet vezetőjét börtönbe juttatták.

## The Valachi Papers
1964-ben az amerikai igazságügyi minisztérium felszólította Valachit, hogy írja le alvilági karrierjének személyes történetét. Bár Valachitól csak azt várták, hogy a hivatalos kihallgatása során keletkezett hiányosságokat pótolja, ám a harmincéves bűnözői karrierjéről szóló beszámoló eredménye egy zagyva, 1180 oldalas kézirat lett, The Real Thing címmel.
Nicholas Katzenbach főügyész engedélyezte a kéziratok nyilvánosságra hozatalát, mert azt remélte, hogy a férfi történetének közzététele segíti a bűnüldözést, és esetleg más bűnügyi informátorokat is arra ösztönöz, hogy jelentkezzenek tanúskodni. Peter Maas író, aki Valachi történetét a The Saturday Evening Postban ismertette, megkapta a kézirat szerkesztését, és engedélyt kapott arra, hogy interjút készítsen Valachival annak washingtoni börtöncellájában.
Az Amerikai Olasz Rágalmazásellenes Liga országos kampányt indított a könyv ellen azzal az indokkal, hogy az megerősíti a negatív etnikai sztereotípiákat. Ha a könyv kiadását nem állítják le, közvetlenül a Fehér Házhoz fordulnak. Katzenbach egy Lyndon B. Johnson elnökkel való találkozót követően visszavonta a könyv kiadására vonatkozó döntését, ami az Igazságügyi Minisztériumot is zavarba ejtette.
1966 májusában Katzenbach arra kérte a kerületi bíróságot, hogy tiltsa meg Maasnak a könyv kiadását – ez volt az első alkalom, hogy egy amerikai főügyész megpróbált betiltani egy könyvet. – Maasnak soha nem engedélyezték, hogy kiadja Valachi eredeti emlékiratainak másolatát, viszont engedélyezték, hogy kiadjon egy harmadik személyű beszámolót, amely a Valachival készített interjúkon alapul. Ezek képezték a The Valachi Papers című könyv alapját, amely 1968-ban jelent meg. A könyvből készült 1972-ben a Cosa Nostra – A Valachi-ügy (The Valachi Papers) című film, amelynek főszerepében Charles Bronson alakította Valachit.
Francis Ford Coppola A Keresztapa II. (1974) című filmhez fűzött rendezői kommentárjában megemlítette, hogy a Michael Corleone és Frank Pentangeli szenátusi bizottsági kihallgatását ábrázoló jelenetek Valachi szövetségi kihallgatásain alapulnak, és Pentangeli olyan, mint egy Valachi-figura.

## Fordítás
- Ez a szócikk részben vagy egészben  a   Valachi hearings című angol Wikipédia-szócikk ezen változatának fordításán alapul.  Az eredeti cikk szerkesztőit annak laptörténete sorolja fel. Ez a jelzés csupán a megfogalmazás eredetét és a szerzői jogokat jelzi, nem szolgál a cikkben szereplő információk forrásmegjelöléseként.